# رود کلوا
رود کلوا رودی است که به Usa River می‌ریزد. این رود از کشور روسیه می‌گذرد.